# Lasioglossum hemichalceum
Lasioglossum hemichalceum är en biart som först beskrevs av Cockerell 1923.  Lasioglossum hemichalceum ingår i släktet smalbin, och familjen vägbin. Inga underarter finns listade i Catalogue of Life.

## Bildgalleri

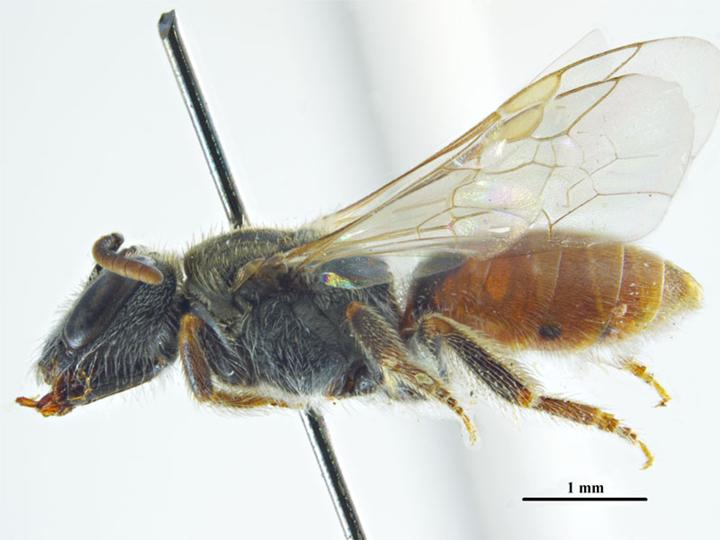
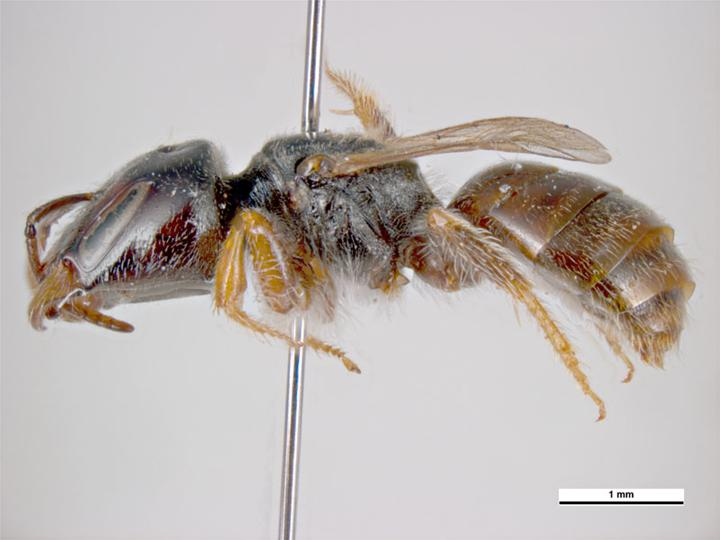